# Gustav Engvall
Gustav Engvall, né le 29 avril 1996 à Kalmar en Suède, est un footballeur international suédois qui joue au poste d'avant-centre au IFK Värnamo.

## Carrière

### En club
En 2012, il s'engage avec l'IFK Göteborg. Le 1er novembre 2014, il inscrit un triplé au sein du championnat de Suède, contre le club d'Halmstads.
Il joue avec l'équipe de Göteborg, 64 matchs en première division suédoise, inscrivant 16 buts, et 11 matchs en Ligue Europa, inscrivant 3 buts.
Le 31 août 2016, il signe un contrat de trois saisons en faveur du club anglais de Bristol City.
Le 29 mars 2018, il est prêté à IFK Göteborg.
Le 29 juin 2018 il s'engage en faveur du KV Malines.
Le 10 août 2022, Gustav Engvall est prêté par le KV Malines au Sarpsborg 08 FF jusqu'à la fin de l'année.
Le 23 février 2023, Gustav Engvall quitte définitivement le KV Malines pour faire son retour en Suède et s'engager en faveur de l'IFK Värnamo. Il signe un contrat courant jusqu'en décembre 2025,.
Le 9 mai 2023, Engvall réalise un doublé face au Varbergs BoIS, en championnat. Il s'agit de ses deux premiers buts pour Värnamo et il permet ainsi à son équipe de s'imposer par trois buts à un.

### En équipe nationale
Avec les moins de 17 ans, il participe à la Coupe du monde des moins de 17 ans 2013 organisée aux Émirats arabes unis. Lors du mondial junior, il joue sept matchs, inscrivant trois buts. Il marque un doublé contre l'Irak lors de la phase de groupe (victoire 1-4), puis un but contre le Japon lors des huitièmes de finale. La Suède se classe troisième du tournoi en battant l'Argentine lors de la petite finale.
Il reçoit sa première sélection en équipe de Suède le 6 janvier 2016, en amical contre l'Estonie (match nul 1-1 à Abou Dabi).

## Palmarès
- Troisième de la Coupe du monde des moins de 17 ans 2013 avec l'équipe de Suède des moins de 17 ans
- Vainqueur de la Coupe de Suède en 2015 avec l'IFK Göteborg
- Champion de Belgique D2 en 2019 avec le KV Malines
- Vainqueur de la Coupe de Belgique en 2019 avec le KV Malines